# Temporada 1975-1976 del Liceu
| Temporada 1975-1976 del Liceu    |                         |                        |                      | |                               |                              |
| Òpera                            | Compositor              | Director musical       | Director d'escena    | Papers principals | Producció                     | Dates                        |
| Un ballo in maschera             | Giuseppe Verdi          | Ottavio Ziino          | Giuseppe Giuliano    | Giorgio Casellato-Lamberti, Renato Bruson, Ghena Dimitrova, Adriana Stamenova, Fefi Arregui, Jorge Cebrián, Dan Mușetescu, Joan Pons, Dídac Monjo                               |                               | 4, 9, 15 novembre            |
| Il cappello di paglia di Firenze | Nino Rota               | Nino Verchi            |                      | Paolo Montarsolo, Mariella Adani, Ugo Benelli, Corina Vozza, Giorgio Tadeo |                               | 6 de novembre                |
| Les noces de Fígaro              | Wolfgang Amadeus Mozart | Pierre Michel Le Conte | Wladimiro Ganzarolli | Nicolai Ghiuselev, Wladimiro Ganzarolli, Celestina Casapietra, Ángeles Chamorro, Joan Pons, Janet Coster, Dídac Monjo, Isabel Rivas, Dalmau González, Maria Uriz, Jorge Cebrián |                               | 13 de novembre               |
| Il capitan Spavento              | Gianfrancesco Malipiero |                        |                      | |                               | 23 de novembre               |
| Mavra                            | Ígor Stravinski         |                        |                      | |                               | 23 de novembre               |
| Una domanda di matrimonio        | Luciano Chailly         |                        |                      | |                               | 23 de novembre               |
| Rondalla d'esparvers             | Jaume Ventura Tort      | Gerardo Pérez Busquier | Diego Monjo          | Mirna Lacambra, Enric Serra, Carme Hernández, Antoni Lluch, Joan Pons, Dalmacio González, Manuel Soro                                                                           |                               | 2 de desembre                |
| De la casa dels morts            | Leoš Janáček            | Václav Nosek           |                      | Stanislav Bechynský, Jaroslava Janská |                               | 27 de gener                  |
| Rigoletto                        | Giuseppe Verdi          | Eugenio Mario Marco    | Enayat Rezai         | Flaviano Labò (5) / Luciano Saldari (8, 10, 14), Franco Bordoni, Milena Dal Piva, Kurt Rydl, Montserrat Aparici                                                                 |                               | 5, 8, 10 i 14 de febrer      |
| Poliuto                          | Gaetano Donizetti       | Giuseppe Morelli       | Renzo Frusca         | Vicenç Sardinero, Antoni Lluch, Amedeo Zambon, Leyla Gencer, Ferruccio Mazzoli, José Manzaneda, Masami Yamamoto                                                                 |                               | 7, 11, 13 de desembre        |
| Don Gil de Alcalá                | Manuel Penella          | Gerardo Pérez Busquier | Dídac Monjo          | Vicenç Sardinero, María Uriz, Cecília Fondevila, Ángeles Chamorro, Joan Pons, Dalmau González, Eduard Giménez, Dídac Monjo                                                      |                               | 16, 21 i 25 de desembre      |
| Turandot                         | Giacomo Puccini         | Atanas Margaritov      | Emil Boshnakov       | Galina Savova, Sudtoslav Ramadanov, Nedeltcho Pavlov, Plácido Domingo, Blagovesta Karnovatlova, Assen Selimsky, Georgi Sapoundjiev, Kiril Dulgerov, Peter Petrov                | Companyia de l'Òpera de Sofia | 23, 26 desembre, 1 gener     |
| Don Carlo                        | Giuseppe Verdi          |                        |                      | Montserrat Caballé, Jaume Aragall, Vicenç Sardinero |                               |                              |
| Pagliacci                        | Ruggero Leoncavallo     |                        |                      | Vicenç Sardinero, Plácido Domingo |                               |                              |
| Gemma di Vergy                   | Gaetano Donizetti       |                        |                      | Vicenç Sardinero, Montserrat Caballé |                               |                              |
| Lucia di Lammermoor              | Gaetano Donizetti       | Ferdinando Cavaniglia  |                      | Maddalena Bonifaccio, Pedro Lavirgen, Mario d'Anna, Ivo Vinco/Gianfranco Casarini                                                                                               |                               |                              |
| La traviata                      | Giuseppe Verdi          | Julio Malaval          | Dídac Monjo          | Elena Mauti-Nunziata, Jaume Aragall, Garbis Boyagian, María Uriz, Cecília Fondevila, José Manzaneda, Jorge Cebrián, Joan B. Rocher, Joan Pons                                   |                               | 29 de gener, 3 i 7 de febrer |